# Top Cat Begins
Top Cat Begins (em castelhano:  Don Gato: El Inicio de la Pandilla) é um filme hindú-mexicano de animação computadorizada, produzido pelo Ánima Estudios e distribuído pela Warner Bros. Pictures, no México. Baseado na série de desenho animado, Top Cat, que foi criada por Hanna-Barbera, este filme é uma prequela da série e do filme Don Gato y su pandilla. O filme foi lançado no México em 7 de agosto de 2015.

## Elenco
- Jason Harris Katz como Top Cat

## Produção
A revista Variety informou que o produtor cinematográfico, José Carlos García de Letona, está a trabalhar na sequela. Ele disse que a sequela será "um pouco mais atrevida e contemporânea". Fernando de Fuentes, presidente do Ánima Estudios, também explanou que o filme é "o projeto mais ambicioso da história do estúdio."

### Animação
Ao contrário do filme anterior, que foi produzido com animação 2D, feita com o Adobe Flash, este filme será animado totalmente com imagens geradas por computador, de acordo com o produtor José Carlos García de Letona,. A produção da animação do filme está a ser feita pelo estúdio Discreet Arts Productions, da Índia.

### Guião
O argumento do filme foi escrito por James Krieg, Doug Langdale e Jorge Ramírez-Suárez.

### Seleção de elenco
Na versão em inglês, Jason Harris Katz interpretará a voz do personagem Top Cat, e também de outros personagens do primeiro filme.
Na versão dublada em 2018 no Brasil contamos com as vozes de Tiago Guimarães como Manda Chuva e Danilo Diniz como Gênio, substituindo o dublador Older Cazarré falecido em 1992.  